# Raliu

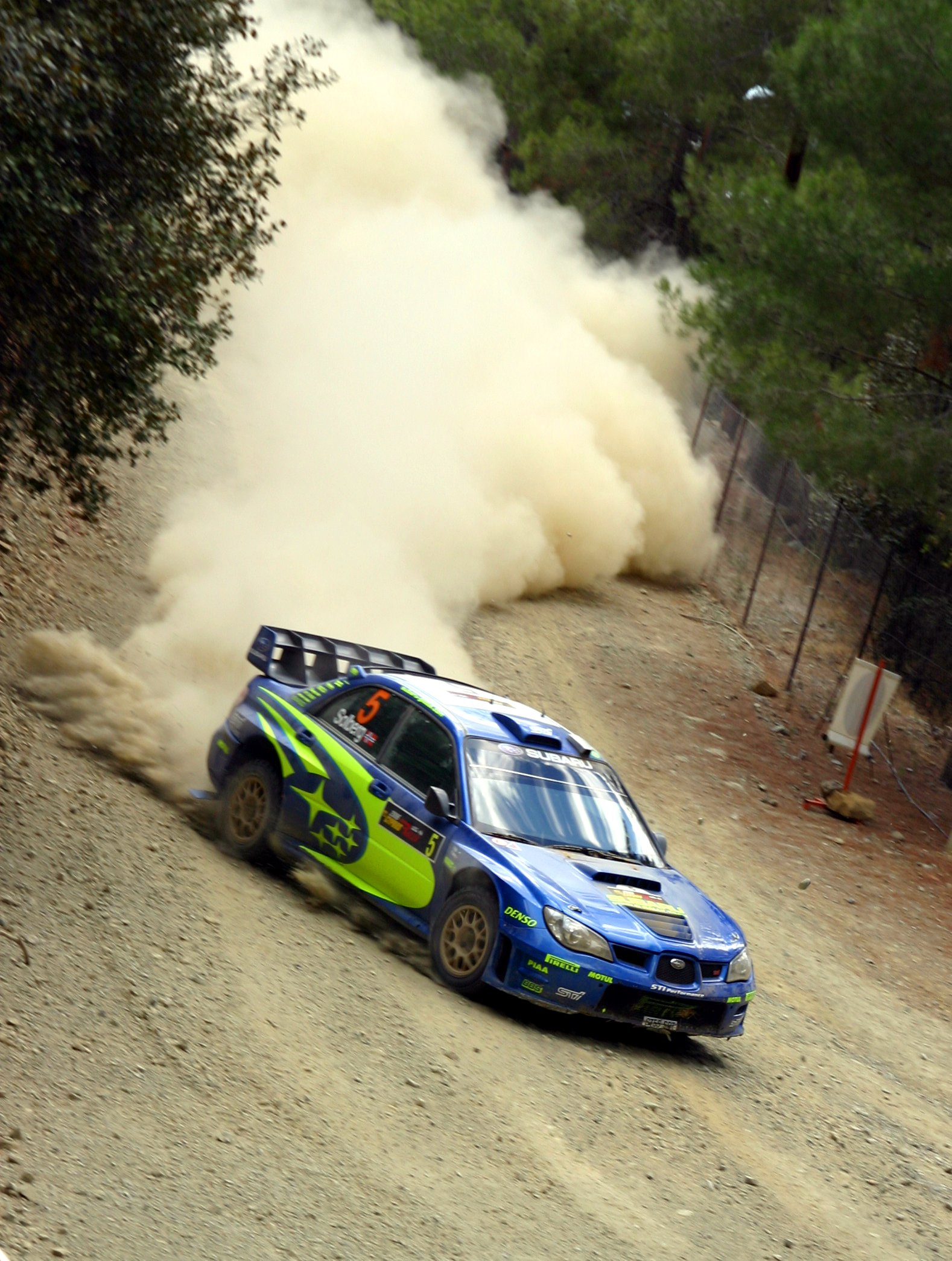
Petter Solberg la Raliul Ciprului 2006, eveniment din cadrul Campionatului Mondial de Raliuri

Raliul este o disciplină sportivă de automobilism, care are loc pe drumuri rutiere închise circulatiei publice, cu mașini modificate sau construite special pentru curse. Acest tip de sport cu motor se deosebește prin faptul că nu are loc pe piste (circuite de viteză) și se dispută pe un sistem special dintr-o suită de probe cronometrate și necronometrate. Printre cele mai cunoscute competiții de raliu sunt Raliul Dakar și Campionatul Mondial de Raliuri. 
Echipajul este compus dintr-un pilot care conduce automobilul și un navigator responsabil cu dictarea traseului de urmat.
În România, raliurile sunt organizate de către Federația Româna de Automobilism Sportiv (FRAS), în cadrul Campionatului Național de Raliuri, fiind alcătuit uzual din 6-8 etape, in locatii distincte, impartite intre etape de asfalt si de macadam.

## Tipuri de raliuri

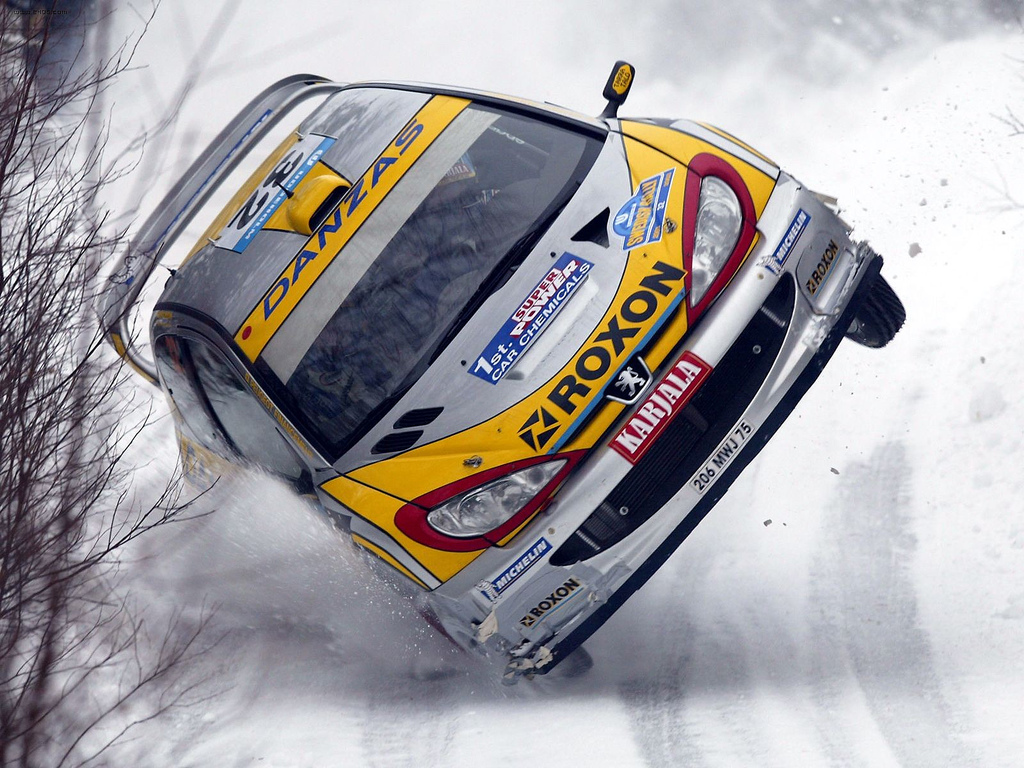
Juuso Pykälistö într-un Peugeot 206 WRC la Raliul Suediei 2003

Există două forme principale: raliuri de etapă și raliuri rutiere (de regularitate). 
Începând cu anii 1960, raliurile de etapă au devenit ramura profesională a sportului. Ele se bazează pe parcurgerea intr-un timp cat mai scurt a unor portiuni de drum rutier închis traficului, cunoscute sub numele de probe speciale. Timpii cumulati ai probelor speciale decid echipajul castigator al unui raliu, in cazul in care nu exista penalizari. Probele speciale se pot desfasura pe diferite suprafete, de la pasaje montane de asfalt, la trasee forestiere (uzual pe macadam), de la gheață și zăpadă la nisip, fiecare ales pentru a oferi o provocare echipajului și un test al performanței și fiabilității autovehiculului de concurs. Raliurile se desfășoară, de asemenea, în fiecare lună a anului, pe orice temperatura si conditii meteorologice, concursul continuand indiferent de conditii (cu exceptia cazurilor extreme).
Autovehicule de concurs sunt impartite in functie de performanta in clase diferite. Anumite grupe, in special fosta Grupa N, impun autovehiculelor un numar limitat de modificari, in general concentrate pe cresterea sigurantei echipajului si a fiabilitatii, fiind strâns bazate pe autovehicule de productie de serie disponibile spre vanzare publicului larg.
Evenimentele mari atrag un număr mare de spectatori, raliurile fiind deosebit de populare în Europa, Asia și Oceania.

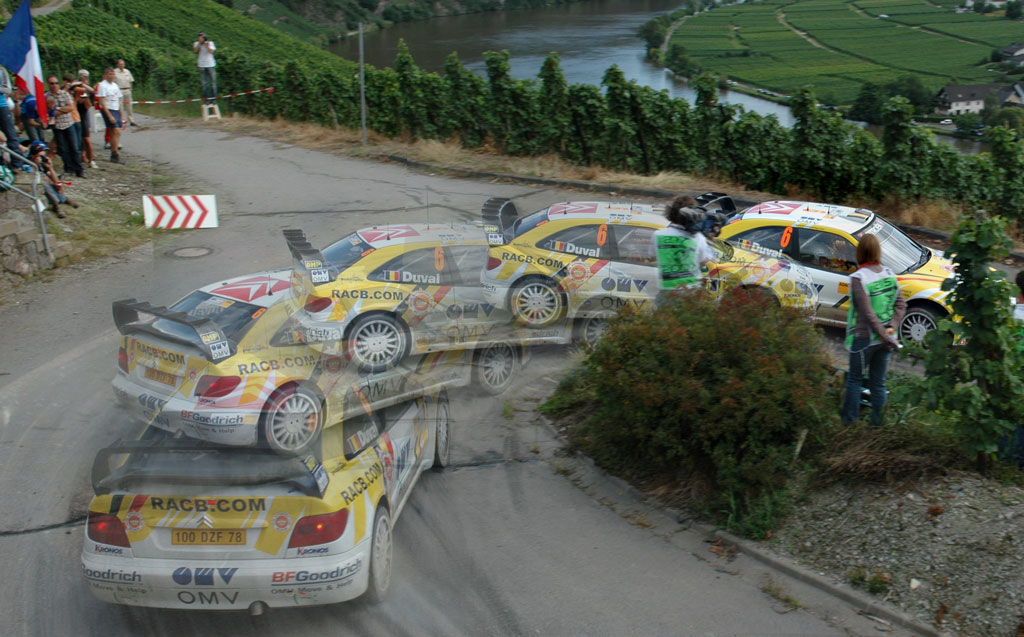
François Duval, Raliul Germaniei

## Raliuri istorice

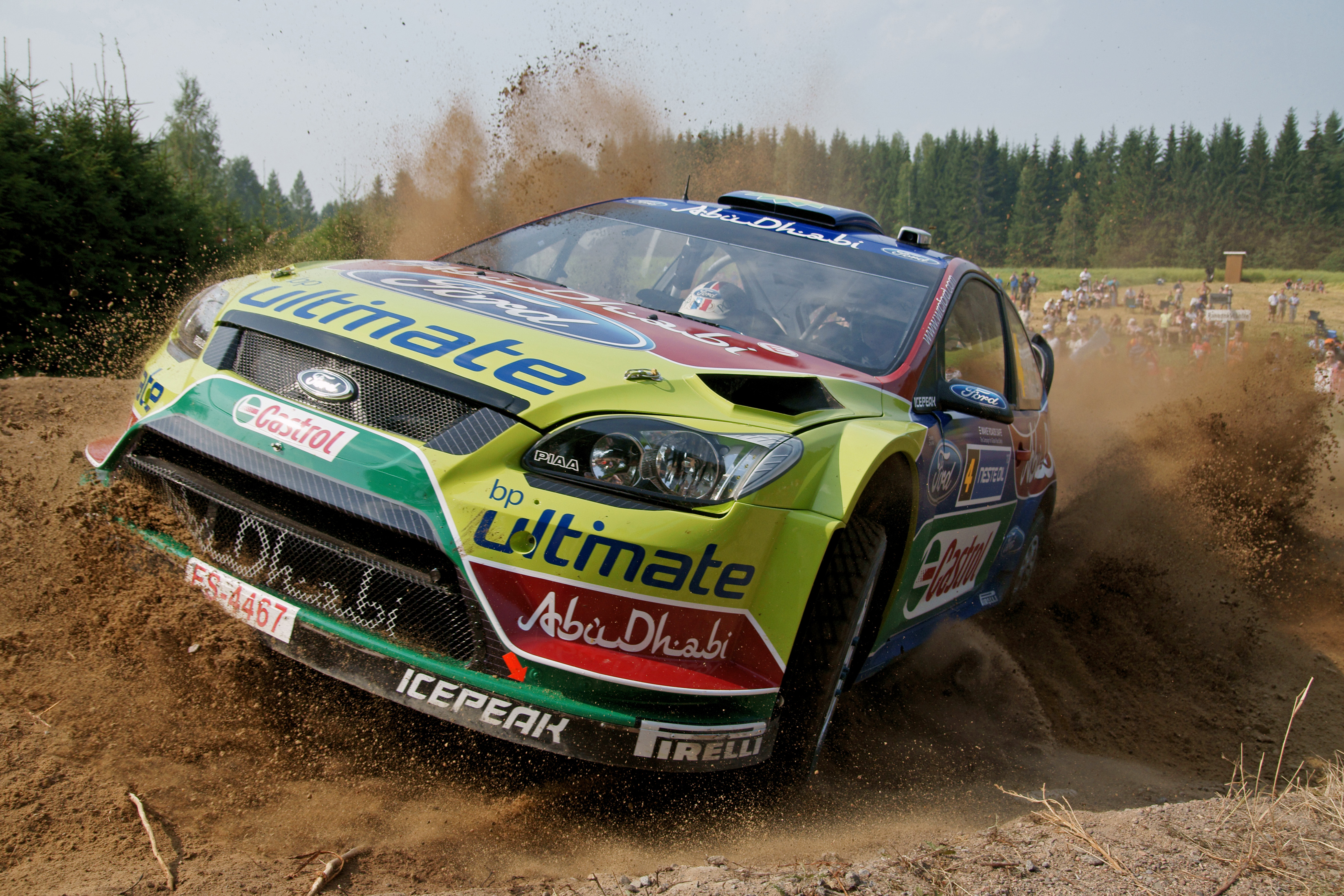
Jari-Matti Latvala la Raliul Finlandei 2010

Ca urmare a avansul tehnologic inregistrat de autovehiculele moderne, se poate observa tendința in crestere a raliurilor istorice (cunoscute și ca raliuri clasice), în care autovehicule de concurs mai vechi concurează în conformitate cu regulile din perioada in care acestea au activat. Acesta este un o ramura din ce in ce mai populara a raliurilor și atrage chiar și piloti retrasi din activitate, insa majoritatea participantilor și-au inceput cariera de competiție în cadrul raliurilor istorice.